# Alfons II d'Este

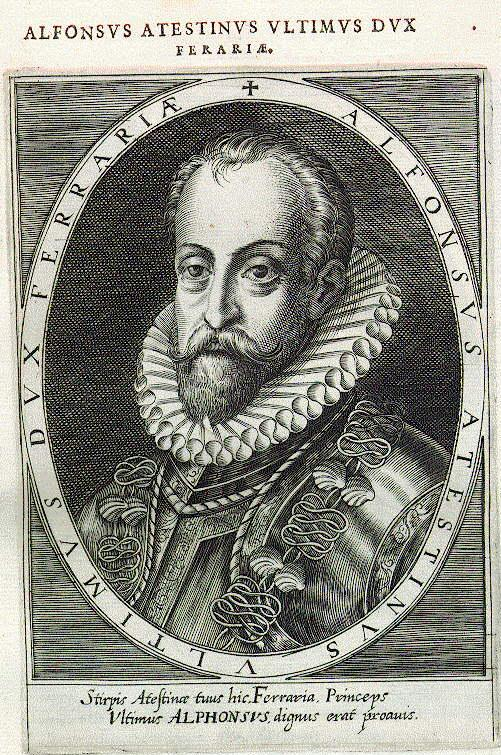
Imatge d'Alfons II d'Este.

Alfons II d'Este, també conegut amb el nom d'Alfons II de Mòdena o Alfons II de Ferrara, (Ferrara, Ducat de Ferrara 1533 - íd. 1597) fou un membre de la Casa d'Este que va esdevenir Duc de Ferrara i de Mòdena entre 1559 i 1597.

## Orígens familiars
Va néixer el 22 de novembre de 1533 a la ciutat de Ferrara, capital del ducat del mateix nom, sent fill del duc Hèrcules II d'Este i Renata de França. Fou net per línia paterna d'Alfons I d'Este i de Lucrècia Borja, i per línia materna de Lluís XII de França i Anna de Bretanya. Fou germà, així mateix, d'Anna d'Este, casada amb Francesc de Guisa.

## Ascens al poder
De jove lluità al costat d'Enric II de França contra la Dinastia Habsburg. En morir el seu pare, fet ocorregut l'octubre de 1559, fou nomenat duc de Mòdena i Ferrara, sent obligat pel papa Pius IV poc després a expulsar de les seves possessions la seva pròpia mare, Renata de França, la qual s'havia convertit al calvinisme.
El 1583 es va aliar amb l'emperador Maximilià II del Sacre Imperi Romanogermànic en la seva lluita contra els turcs a Hongria.

## Núpcies i descendents
Es casà el 3 de juliol de 1558 a la ciutat de Ferrara amb Lucrècia de Mèdici, filla de Cosme I de Mèdici i Elionor Álvarez de Toledo. D'aquesta unió no tingueren fills.
Es casà, en segones núpcies, el 5 de desembre de 1565 a Ferrara amb l'arxiduquessa Bàrbara d'Àustria, filla de l'emperador Ferran I del Sacre Imperi Romanogermànic i Anna d'Hongria. D'aquesta unió no tingueren fills.
En terceres núpcies es casà el 24 de febrer de 1597 novament a la ciutat de Ferrara amb Margarida Gonzaga, filla del duc Guillem I de Màntua i Elionor d'Àustria. D'aquesta unió no tingueren fills.

A la seva mort, ocorreguda el 27 d'octubre de 1597 a Ferrara, sense descendents directes, fou nomenat successor el seu cosí Cèsar I d'Este. Aquest nomenament fou ben vist pel Sacre Imperi Romanogermànic però no pels Estats Pontificis, ja que Cèsar I era fill d'Alfons d'Este, fill natural d'Alfons I d'Este. El papa Climent VIII aprofitant la debilitat de Cèsar I en prendre el poder s'apropià del Ducat de Ferrara, el qual passà a formar part dels Estats Pontificis i deixà d'estar en mans de la Casa d'Este.